# Tranopelta subterranea
Tranopelta subterranea är en myrart som först beskrevs av Mann 1916.  Tranopelta subterranea ingår i släktet Tranopelta och familjen myror. Inga underarter finns listade i Catalogue of Life.